# 밴티지 마스터
《밴티지 마스터》(Vantage Master)는 1997년에 일본의 니혼 팔콤사에 의해 발매된 컴퓨터 시뮬레이션 롤플레잉 게임이다. 국내에는 다음해인 1998년 5월에 《밴티지 마스터 택틱스》라는 제목으로 발매되었으며, 같은 해의 11월에는 후속작 《밴티지 마스터 V2》가 발매되었다. 이어서 2002년에는 후속작 《밴티지 마스터 재팬》이 출시되었으나 국내에는 정식 발매되지 않았다. 현재는 팔콤 공식 사이트에서 밴티지 마스터 V2의 영문판을 무료 다운로드 배포중이다.

## 게임 플레이
밴티지 마스터는 네이티얼 마스터, 또는 마스터라고 불리는 소환사들의 싸움을 표현한 게임이다. 정령들은 네이티얼이라고 불리며 마스터에 의해 소환, 사역된다. 게임의 목표는 상대 마스터의 HP를 0으로 만드는 것. 모든 마스터와 네이티얼은 최대 10의 HP를 가진다.

## 모드
시나리오 모드와 익스퍼트 모드의 경우 직접 마스터를 선택할 수 없으며, 게임에서 나오는 질문에 대한 플레이어의 대답에 의해 결정된다.

### 시나리오 모드
존재하는 30개의 스테이지를 차례차례 클리어해 나가는 모드. 난이도는 Easy와 Normal 가운데서 선택 가능하다.

### 익스퍼트 모드
처음부터 모든 네이티얼을 사용 가능하며 대체적으로 플레이어에게 불리하게 설정되어 있다. 총 8개의 스테이지가 존재.

### 프리 배틀
자유로이 마스터, 네이티얼, 마법, 맵 등을 설정할 수 있다. 인간 vs 인간, 인간 vs CPU, CPU vs CPU 모드를 지원.

### 네트워크 배틀
밴티지 마스터 V2에서만 가능. TCP/IP 접속, IPX/SPX 접속, 모뎀 접속, 시리얼 접속을 지원한다.

## 마스터
총 27인의 마스터가 있으며 이 중 하단의 아홉은 특별한 방법에 의해서만 선택 가능하다.(시나리오, 익스퍼트 모드시) 괄호 안에 있는 내용은 제작자가 설정한 각 마스터들의 기본 명칭이다.
- 파이터 (에스타나) : 강한 공격력과 높은 방어력, 평균 이상의 이동력을 가졌지만 마력이 조금 낮다.
- 듀크 (알기로스) : 꽤 높은 공격력과 속도, 괜찮은 마력을 가지고 있지만 방어력과 이동력이 낮다.
- 소드맨 (지리즈) : 꽤 높은 공격력과 마력을 가지고 있으나 방어력이 조금 낮다.
- 나이트 (알미온) : 최고의 공격력과 방어력을 가졌으나 마력과 속도가 낮다.
- 팰러딘 (프라티나) : 높은 공격력과 마력, 방어력을 가졌으나 속도가 낮다.
- 섀도우 (페렐) : 높은 속도와 평균 이상의 이동력을 가졌으나 방어와 마법 방어력이 낮다. 4칸 거리의 장거리 공격을 한다.
- 레인저 (그라너스) : 대부분의 수치가 평범하다. 6칸 거리의 장거리 공격을 한다.
- 세비지 (아보리오) : 강한 공격력과 방어력, 높은 속도와 이동력을 가졌지만 마력이 매우 낮다. 4칸 거리 장거리 공격을 한다.
- 시프 (칼코스) : 최고의 속도와 이동력을 가졌지만 낮은 방어력과 낮은 마력이 약점이다. 5칸 거리의 장거리 공격을 한다.
- 버드 (알마스) : 높은 마력과 괜찮은 속도를 가졌으나 낮은 방어력과 마법 방어력이 약점이다. 공격력도 약하다.
- 시스터 (카랄) : 꽤 높은 마력과 방어력을 가졌으나 속도가 느린것이 약점이다. 공격력도 약하다.
- 소서러 (쟈드) : 최고의 마력을 가졌으나 방어력과 속도, 이동력이 매우 낮다. 공격력도 약하다.
- 윗치 (델나) : 매우 높은 마력을 가졌으나 방어력과 마법 방어력이 낮다. 공격력도 약하다.
- 몽크 (브론즈) : 대부분의 수치가 평범하다.
- 스피릿 (에카이유) : 최고의 이동력과 괜찮은 마력을 가졌으나 방어력과 마법 방어력이 낮다. 공격력도 약하다.
- 비스트 (빌즈) : 높은 공격력과 방어력, 이동력을 가졌으나 마법 방어력이 매우 낮다.
- 나이트메어 (자휼스) : 최고의 마법 방어력을 가졌으나 방어력이 낮다.
- 프로이라인 (말필) : 꽤 높은 마법 방어력을 가졌으나 방어력과 공격력은 낮다.

#### V2 신규 마스터
- 마법사 (도라) : 매우 높은 마력을 가졌으나 방어력이 낮다.
- 상금수 (아레스) : 강한 공격력과 방어력, 평범한 마력을 지니고 있다.
- 상금 모으기 (메일) : 상금수와 비슷하나 속도와 이동력, 마법 방어력이 조금씩 더 높고 다른 수치는 조금씩 낮다.
- 괴수 (가우) : 매우 높은 공격력과 높은 방어력, 최고의 속도를 가졌으나 마력이 매우 낮다.
- 순례 여행자 (쥬리오 & 크리스) : 높은 속도와 마력을 가졌으나 이동력이 낮다.
- 새벽의 무녀 (크렐) : 높은 공격력과 마력을 가졌으나 방어력과 마법 방어력이 낮다.
- 모험가 (아도르) : 최고의 공격력과 높은 방어력, 속도를 가졌으나 마력이 매우 낮다.
- 여신들 (레아 & 피나) : 최고의 마력을 가졌으나 속도와 방어력, 마법 방어력이 매우 낮다
- 신기한 동물 (츄우츄우) : 괜찮은 속도와 평균 이상의 이동력을 가졌으나 공격력과 방어력이 낮다.

## 마법
마법은 마스터들만이 사용할 수 있으며, 총 6가지 마법이 존재한다.
- 업타이드 : 물의 수면이 2시간 동안 증가하는 마법이다.
- 다운타이드 : 물의 수면이 2시간 동안 감소하는 마법이다.
- 바닛슈: 하나의 적에게 데미지를 입히는 창 소환 마법이다.
- 브레스: 전체 네이티얼에게 각각 1씩 회복시키는 마법이다.
- 메딕: 하나의 네이티얼이 동결, 석화, 도금이 되어있는 상태에서 회복을 시키는 마법이다.
- 컨쥬레이트: 하나의 적을 도금시키는 마법이다.

#### 마법 정보
- 해당 마법들로 인한 피해는 마스터들의 마력에 따라 다르게 적용된다.

| 마법명     | 유형                 | 목적             | 사거리 | 사용 MP | 상징물            |
| ---------- | -------------------- | ---------------- | ------ | ------- | ----------------- |
| 업타이드   | 전체                 | 지원 (수면 증가) | -      | 32      | 물기 젖은 비밀석  |
| 다운타이드 | 전체                 | 지원 (수면 감소) | -      | 32      | 갈수의 비밀석     |
| 바닛슈     | 발생                 | 공격             | 3      | 26      | 맹멸의 마술검     |
| 브레스     | 전체 (아군 네이티얼) | 회복             | -      | 12      | 축복의 비파       |
| 메딕       | 발생                 | 회복             | 3      | 8       | 환원의 작은 상    |
| 컨쥬레이트 | 발생                 | 지원 (도금)      | 3      | 34      | 변화의 마술지팡이 |

## 네이티얼
마스터에 의해 소환되는 정령들을 네이티얼이라 부른다. 네이티얼은 땅 (地), 물 (水), 불 (火), 하늘 (天)의 4가지 속성으로 분류되는데 땅은 물에게, 물은 불에게, 불은 하늘에게, 하늘은 땅에게 강하며 땅과 불, 물과 하늘은 서로 대등한 비율을 갖추고 있다. 또한 일부 네이티얼은 주간형 또는 야간형의 특징을 가져서 각각 밝은 곳과 어두운 곳에서 강해진다. 이동 타입에 따라서 크게 걷기 타입, 비행 타입, 헤엄 타입으로 나뉘며 각각의 특징이 있다. 비행 타입은 검은 벽을 제외한 대부분의 지형과 상대측 네이티얼의 영향을 받지 않고 움직일 수 있지만 수중으로의 이동은 불가능하고, 걷기 타입은 가장 평범한 이동 타입으로 크게 수중 이동이 불가능한 걷기 1 타입과 수중에서 이동력의 제한은 있으나 이동할 수 있는 걷기 2 타입이 있다. 헤엄 타입은 수중에서만 전체 이동력이 나오며, 수중에서만 이동할 수 있는 헤엄 1 타입과 지상에서도 이동력의 제한은 있으되 이동할 수 있는 헤엄 2 가 있다. 수위 변동 마법을 통해서 각각의 이동 타입상 갈 수 없는 수위의 지역으로 네이티얼을 노출시키면 해당 네이티얼은 턴당 3점의 피해를 입는다.

### 땅의 네이티얼
- 파・란셀 : 가장 기본적인 땅의 네이티얼. 평범한 능력치와 괜찮은 이동력. 걷기 2 타입.
- 다・카움 : 강력한 공격력과 방어력, 마법방어력을 가진 네이티얼. 걷기 2 타입.
- 에・페리온 : 장거리 공격을 하는 땅의 네이티얼. 속도가 느리고 마법 방어력이 약함. 걷기 타입.
- 기어・블로 : 장거리 마법공격을 하는 땅의 네이티얼. 강력한 마법을 가지고 있지만 속도가 느림. 걷기 2 타입.
- 디・알마 : 회복 마법을 사용하는 땅의 네이티얼. 이동거리가 김. 주간형. 걷기 타입.
- 바・메이드 : 행동 불능 마법을 사용하는 땅의 네이티얼. 비행 타입. 야간형.

### 물의 네이티얼
- 레큐 : 가장 기본적인 물의 네이티얼. 속도가 빠르다. 헤엄 2 타입
- 넵트쥬노 : 강한 공격력과 방어력, 사거리가 긴 마법 공격을 가지고 있는 네이티얼. 헤엄 2 타입.
- 터부스 : 장거리 공격을 하는 물의 네이티얼. 헤엄 타입.
- 자밀펜 : 행동 불능 마법을 사용하는 네이티얼. 헤엄 2 타입, 주간형.
- 마암 : 회복마법을 사용하는 네이티얼. 헤엄 2 타입.
- 텐타크 : 최고의 방어력과 높은 공격력 + 마법 공격력을 지닌 네이티얼. 주위 2칸에 큰 피해를 입히는 마법을 가지고 있다. 헤엄 2 타입.

### 불의 네이티얼
- 헤피터스 : 가장 기본적인 불의 네이티얼. 속도가 조금 느리고 공격력이 높다. 걷기 타입.
- 온비블 : 강력한 공격력을 가진 네이티얼. 걷기 타입.
- 블릭스 : 장거리 공격을 하는 불의 네이티얼. 걷기 타입.
- 다룬다라 : 자신 주위 1 칸에 피해를 입히는 마법을 사용하는 네이티얼. 마법 방어력은 높으나 공격과 방어력이 약함. 야간형. 걷기 타입.
- 제노스브리드 : 사거리가 긴 마법공격을 사용하는 네이티얼. 걷기 타입.
- 그리온 : 이동거리가 긴 불의 네이티얼. 비행 타입, 주간형

### 하늘의 네이티얼
- 펠리트 : 행동 불능에 빠진 아군을 회복시켜주는 메딕 마법을 가지고 있는 네이티얼. 비행 타입.
- 큐리어・벨 : 장거리 범위 마법을 가진 네이티얼. 공격력은 높지만 마법 방어력이 매우 낮다. 비행 타입.
- 아몰타미스 : 장거리 공격을 하는 하늘의 네이티얼. 비행 타입, 야간형.
- 규네・포스 : 장거리 마법공격을 하는 기본적인 하늘의 네이티얼. 비행 타입, 주간형.
- 피프넬 : 회복 마법을 사용하는 하늘의 네이티얼. 비행 타입.
- 레그너・크록스 : 주위 2칸에 피해를 입히는 마법을 가지고 있다. 높은 공격력과 마력에 비해 방어쪽이 조금 약함. 비행 타입.

## 네이티얼 정보 목록

#### 특징
- 특성 칸에 '보통'은 주・야간에 대한 영향을 받지 않음을 의미함.
- 주간 혹은 야간에 강한 네이티얼들은 주간과 야간의 중간 시간대에 나타내는 특성으로 각각 기록.
- 이동 유형 칸에 '걷기 2'와 '헤엄 2'는 평지와 물 모든 곳으로 이동이 가능함을 뜻함. 
 (단, '걷기 2'는 물에서의 이동거리가 짧고 '헤엄 2'는 평지에서의 이동거리가 짧다.)
- 마법 사거리 칸에 '+ (숫자)'는 주변으로 퍼져나가는 사거리를 의미함.

| 속성      | 네이티얼       | 특성 | 공격 | 방어 | 마력 | 퇴마 | 속도 | 이동 거리 | 이동 유형 | 공격 사거리 | 마법 사거리 | 마법 사용 MP | 소환 MP | 유지 MP |
| --------- | -------------- | ---- | ---- | ---- | ---- | ---- | ---- | --------- | --------- | ----------- | ----------- | ------------ | ------- | ------- |
| 땅 (地)   | 파・란셀       | 보통 | 8    | 6    | 3    | 7    | 11   | 5         | 걷기 2    | 1           | -           | -            | 16      | 2       |
| 땅 (地)   | 다・카움       | 보통 | 18   | 16   | 5    | 15   | 9    | 6         | 걷기 2    | 1           | -           | -            | 64      | 8       |
| 땅 (地)   | 에・페리온     | 보통 | 12   | 8    | 6    | 5    | 8    | 5         | 걷기      | 6           | -           | -            | 32      | 4       |
| 땅 (地)   | 기어・블로     | 보통 | 9    | 10   | 11   | 16   | 6    | 5         | 걷기 2    | 1           | 4 + 1       | 6            | 40      | 5       |
| 땅 (地)   | 디・알마       | 주간 | 5    | 11   | 11   | 5    | 10   | 7         | 걷기      | 1           | 1           | 4            | 24      | 3       |
| 땅 (地)   | 바・메이드     | 야간 | 13   | 11   | 15   | 15   | 11   | 5         | 비행      | 1           | 1           | 12           | 80      | 10      |
| 물 (水)   | 레큐           | 보통 | 9    | 5    | 2    | 7    | 13   | 5         | 헤엄 2    | 1           | -           | -            | 16      | 2       |
| 물 (水)   | 넵트쥬노       | 보통 | 15   | 13   | 13   | 16   | 13   | 6         | 헤엄 2    | 1           | 4           | 8            | 64      | 8       |
| 물 (水)   | 터부스         | 보통 | 16   | 12   | 6    | 12   | 10   | 5         | 헤엄      | 7           | -           | -            | 48      | 6       |
| 물 (水)   | 자밀펜         | 주간 | 12   | 13   | 11   | 10   | 8    | 6         | 헤엄 2    | 1           | 1           | 6            | 40      | 5       |
| 물 (水)   | 마암           | 야간 | 8    | 9    | 13   | 14   | 10   | 5         | 헤엄 2    | 1           | 1           | 4            | 32      | 4       |
| 물 (水)   | 텐타크         | 보통 | 19   | 20   | 19   | 14   | 11   | 6         | 헤엄 2    | 1           | + 2         | 15           | 88      | 11      |
| 불 (火)   | 헤피터스       | 보통 | 10   | 8    | 4    | 9    | 7    | 6         | 걷기      | 1           | -           | -            | 24      | 3       |
| 불 (火)   | 온비블         | 보통 | 18   | 14   | 6    | 13   | 9    | 6         | 걷기      | 1           | -           | -            | 56      | 7       |
| 불 (火)   | 블릭스         | 보통 | 13   | 9    | 7    | 9    | 8    | 5         | 걷기      | 4           | -           | -            | 40      | 5       |
| 불 (火)   | 다룬다라       | 야간 | 5    | 8    | 13   | 11   | 8    | 6         | 걷기      | 1           | + 1         | 4            | 32      | 4       |
| 불 (火)   | 제노스브리드   | 보통 | 16   | 13   | 16   | 15   | 12   | 5         | 걷기      | 1           | 7           | 10           | 88      | 11      |
| 불 (火)   | 그리온         | 주간 | 13   | 11   | 9    | 8    | 10   | 7         | 비행      | 1           | -           | -            | 80      | 10      |
| 하늘 (天) | 펠리트         | 보통 | 1    | 2    | 12   | 13   | 13   | 4         | 비행      | 1           | 1           | 4            | 16      | 2       |
| 하늘 (天) | 큐리어・벨     | 보통 | 13   | 12   | 13   | 7    | 9    | 5         | 비행      | 1           | 3 + 1       | 8            | 48      | 6       |
| 하늘 (天) | 아몰타미스     | 야간 | 13   | 12   | 6    | 12   | 11   | 4         | 비행      | 5           | -           | -            | 56      | 7       |
| 하늘 (天) | 규네・포스     | 주간 | 5    | 5    | 8    | 9    | 10   | 6         | 비행      | 1           | 4           | 4            | 32      | 4       |
| 하늘 (天) | 피프넬         | 보통 | 4    | 8    | 16   | 16   | 10   | 5         | 비행      | 1           | 1           | 8            | 48      | 6       |
| 하늘 (天) | 레그너・크록스 | 보통 | 17   | 12   | 18   | 11   | 11   | 6         | 비행      | 1           | + 2         | 12           | 80      | 10      |

- 각 속성별로 주간과 야간 특성 네이티얼들이 하나씩 존재하는데 주간 혹은 야간 특성 작용을 받는 네이티얼들은 다음과 같은 변화가 생긴다. 
 (공격, 방어, 마력, 퇴마 쪽에만 변화가 생김.)
- 시간대 칸에 굵은 글씨는 해당 네이티얼들의 본래 특성을 표시함.

| 속성      | 네이티얼   | 시간대 | 공격 | 방어 | 마력 | 퇴마 |
| --------- | ---------- | ------ | ---- | ---- | ---- | ---- |
| 땅 (地)   | 디・알마   | 주간   | 7    | 13   | 13   | 7    |
| 땅 (地)   | 디・알마   | 야간   | 3    | 9    | 9    | 3    |
| 땅 (地)   | 바・메이드 | 주간   | 11   | 9    | 13   | 13   |
| 땅 (地)   | 바・메이드 | 야간   | 15   | 13   | 17   | 17   |
| 물 (水)   | 자밀펜     | 주간   | 14   | 15   | 13   | 12   |
| 물 (水)   | 자밀펜     | 야간   | 10   | 11   | 9    | 8    |
| 물 (水)   | 마암       | 주간   | 6    | 7    | 11   | 12   |
| 물 (水)   | 마암       | 야간   | 10   | 11   | 15   | 16   |
| 불 (火)   | 다룬다라   | 주간   | 3    | 6    | 11   | 9    |
| 불 (火)   | 다룬다라   | 야간   | 7    | 10   | 15   | 13   |
| 불 (火)   | 그리온     | 주간   | 15   | 13   | 11   | 10   |
| 불 (火)   | 그리온     | 야간   | 11   | 9    | 7    | 6    |
| 하늘 (天) | 아몰타미스 | 주간   | 11   | 10   | 4    | 10   |
| 하늘 (天) | 아몰타미스 | 야간   | 15   | 14   | 8    | 14   |
| 하늘 (天) | 규네・포스 | 주간   | 7    | 7    | 10   | 11   |
| 하늘 (天) | 규네・포스 | 야간   | 3    | 3    | 6    | 7    |

#### 공격・마법
| 속성      | 네이티얼       | 공격            | 공격   | 마법       | 마법        | 마법        |
| 속성      | 네이티얼       | 이름            | 유형   | 이름       | 유형        | 목적        |
| --------- | -------------- | --------------- | ------ | ---------- | ----------- | ----------- |
| 땅 (地)   | 파・란셀       | 탑 스핀         | 인접   | -          | -           | -           |
| 땅 (地)   | 다・카움       | 트라이아사르트  | 인접   | -          | -           | -           |
| 땅 (地)   | 에・페리온     | 아이언 캐논     | 발사각 | -          | -           | -           |
| 땅 (地)   | 기어・블로     | 레지그라운드    | 인접   | 그레네이드 | 발사각      | 공격        |
| 땅 (地)   | 디・알마       | 프릿트 빈즈     | 인접   | 큐어       | 인접        | 회복        |
| 땅 (地)   | 바・메이드     | 피어스 니들     | 인접   | 실버리     | 인접        | 지원 (도금) |
| 물 (水)   | 레큐           | 버블 스플리트   | 인접   | -          | -           | -           |
| 물 (水)   | 넵트쥬노       | 트리스라스타브  | 인접   | 아이스밴   | 직선        | 공격        |
| 물 (水)   | 터부스         | 아이스 샷       | 발사각 | -          | -           | -           |
| 물 (水)   | 자밀펜         | 밸리 어택       | 인접   | 프리즈     | 인접        | 지원 (도금) |
| 물 (水)   | 마암           | 스콜드 히트     | 인접   | 힐         | 인접        | 회복        |
| 물 (水)   | 텐타크         | 블루 프레셔     | 인접   | 메일스트롬 | 주변        | 공격        |
| 불 (火)   | 헤피터스       | 스트라이크 훅   | 인접   | -          | -           | -           |
| 불 (火)   | 온비블         | 인세인 크로     | 인접   | -          | -           | -           |
| 불 (火)   | 블릭스         | 래피드 파이어   | 발사각 | -          | -           | -           |
| 불 (火)   | 다룬다라       | 테러 페이스     | 인접   | 익스플루죤 | 주변        | 공격        |
| 불 (火)   | 제노스브리드   | 스파이럴 소드   | 인접   | 인퍼널     | 직선        | 공격        |
| 불 (火)   | 그리온         | 다이빙 빅       | 인접   | -          | -           | -           |
| 하늘 (天) | 펠리트         | 라이트 스크래치 | 인접   | 메딕       | 인접        | 지원 (회복) |
| 하늘 (天) | 큐리어・벨     | 선더 블레이드   | 인접   | 선더       | 발생 + 주변 | 공격        |
| 하늘 (天) | 아몰타미스     | 나이트 런쳐     | 발사각 | -          | -           | -           |
| 하늘 (天) | 규네・포스     | 퀸즈 러시       | 인접   | 블리츠     | 발생        | 공격        |
| 하늘 (天) | 피프넬         | 저지먼트        | 인접   | 리커버리   | 인접        | 회복        |
| 하늘 (天) | 레그너・크록스 | 자이레이트 바슈 | 인접   | 디스트럭션 | 주변        | 공격        |

#### 상징물
| 속성      | 네이티얼       | 상징물                 |
| --------- | -------------- | ---------------------- |
| 땅 (地)   | 파・란셀       | 꼭두각시의 팽이        |
| 땅 (地)   | 다・카움       | 정적의 흙인형          |
| 땅 (地)   | 에・페리온     | 승리의 머리띠          |
| 땅 (地)   | 기어・블로     | 신들의 목상            |
| 땅 (地)   | 디・알마       | 기원의 달마            |
| 땅 (地)   | 바・메이드     | 은 삼각추              |
| 물 (水)   | 레큐           | 병에 넣은 배           |
| 물 (水)   | 넵트쥬노       | 청동 거북이 등껍질     |
| 물 (水)   | 터부스         | 회색의 고동            |
| 물 (水)   | 자밀펜         | 얼음 덩어리 지느러미   |
| 물 (水)   | 마암           | 습기있는 진주          |
| 물 (水)   | 텐타크         | 대해의 별모래          |
| 불 (火)   | 헤피터스       | 붉은 동의 큰 망치      |
| 불 (火)   | 온비블         | 맹폭한 마술검          |
| 불 (火)   | 블릭스         | 환상의 짐승 뿔피리     |
| 불 (火)   | 다룬다라       | 악마를 항복시키는 염주 |
| 불 (火)   | 제노스브리드   | 마법사의 등롱          |
| 불 (火)   | 그리온         | 흰 매 조각상           |
| 하늘 (天) | 펠리트         | 잠을 깨우는 날개       |
| 하늘 (天) | 큐리어・벨     | 분노의 문장            |
| 하늘 (天) | 아몰타미스     | 월계수관               |
| 하늘 (天) | 규네・포스     | 신목의 홀대            |
| 하늘 (天) | 피프넬         | 성호의 부적 표시       |
| 하늘 (天) | 레그너・크록스 | 임종의 마술책          |

## 밴티지 마스터 포터블
팔콤은 2008년 4월 24일에 PSP로 밴티지 마스터 포터블을 발매했다. 영웅전설 VI 천공의 궤적의 캐릭터가 새로이 추가되었으며 PSP의 통신기능을 이용한 대인 대전을 지원한다.

## 같이 보기
- 니혼 팔콤
- VM Japan